# شيالي دوستييف
شيالي دوستييف (مواليد 12 يناير 1985) هو ملاكم طاجيكستاني، مثّل بلاده في الألعاب الأولمبية الصيفية في دورتي 2004 و2008.

## روابط خارجية
شيالي دوستييف على موقع أوليمبيديا (الإنجليزية)